# Marketing électronique
Le marketing électronique, appelé aussi marketing en ligne, marketing numérique ou par abus de langage marketing digital, correspond à l'ensemble des méthodes et des pratiques marketing utilisées sur Internet : communication en ligne (influence et réseaux sociaux), optimisation du commerce électronique, création de trafic au travers de tous supports numériques. En 2021, l'expression marketing Digital a largement supplanté les autres telles que « marketing électronique » (environ 100 millions de recherches sur Google comptabilisées au 27 janvier 2021) ou marketing numérique (72 millions de recherches sur Google au 27 janvier 2021) puisque « Marketing digital » compte plus de 3 milliards de recherches sur Google).
Le terme regroupe chaque discipline du marketing électronique (cybermarketing pour le marketing fait sur internet ; marketing mobile pour le marketing sur les terminaux portables, etc.). Il fait partie de la stratégie numérique d'une personne, d'un groupe (entreprise, lobby…).

## Histoire
Le marketing numérique est également appelé marketing en ligne, marketing Internet ou marketing Web. Le terme marketing numérique a gagné en popularité au fil du temps. Aux États-Unis, le marketing en ligne est toujours un terme populaire. En Italie, le marketing numérique est appelé marketing Web. Le marketing numérique mondial est devenu le terme le plus courant, surtout après l'année 2013.
La croissance des médias numériques a été estimée à 4 500 milliards d'annonces en ligne diffusées chaque année, avec une croissance de 48 % des dépenses en médias numériques en 2010. Une part croissante de la publicité provient des entreprises qui utilisent la publicité comportementale en ligne (OBA) pour adapter la publicité aux internautes, mais l'OBA soulève des inquiétudes quant à la confidentialité des consommateurs et à la protection des données,.

## Enjeu
Les techniques de marketing numérique permettent de développer la « relation client ».

## Marketing traditionnel vs Marketing électronique

### Le marketing traditionnel
Le marketing traditionnel se définit comme étant toute action ou type de marketing qui n'est pas en ligne. Il s'agit de publipostage, de presse écrite, de panneaux d'affichage sur l'autoroute, d'appels à froid ou de publicité dans un journal. Brian Halligan, cofondateur et PDG de Hubspot, affirme que c'est la plus coûteuse des deux types de marketing. Le marketing traditionnel est non seulement l'une des formes de marketing les plus anciennes, mais aussi l'une des plus étudiées.

### Avantages et désavantages des deux types de marketing
L'avantage du marketing numérique est sa capacité à rejoindre un plus grand public par rapport au marketing traditionnel en usant des canaux digitaux. Le marketing traditionnel offre toujours l'avantage de pouvoir cibler les clients potentiels et locaux. Selon certains spécialistes, le marketing traditionnel est un peu moins fiable. L'irréversibilité des annonces est ce qui diminue la fiabilité du marketing traditionnel. Une fois qu'une annonce est publiée, sa modification due à une erreur devient impossible.
Le marketing électronique est moins coûteux dû au faible coût de la production de publicités et le retour de revenus plus significatifs grâce à l'atteinte d'un plus grand public. Lors de ruptures technologiques, le marketing numérique oblige les concepteurs ou les agences de marketing à revoir leurs pratiques dont témoigne l'émergence de ces outils : l’optimisation des moteurs de recherche, le marketing de contenu, le marketing sur les médias sociaux, le marketing d’affiliation, la publicité native, l’automatisation du marketing, la publicité par e-mail, les relations publiques en ligne, le marketing entrant, le contenu sponsorisé, le marketing sur les moteurs de recherche et le marketing par messagerie instantanée. En cas de panne de courant généralisée ou tout autre problème technique, le marketing traditionnel devient la meilleure option. Le marketing traditionnel est percutant, permanent et mémorable. Les avantages du marketing électronique peuvent être les désavantages du marketing traditionnel et vice-versa.

### Possibilité de collaboration
Le marketing électronique et le marketing traditionnel peuvent travailler ensemble grâce au public visé. Un public jeune aurait tendance à aller vers le numérique, alors qu'un public âgé aurait plus de facilité avec des annonces en format papier. Les compagnies qui usent des deux, font en sorte qu'aucun public n'est discriminé, en faisant collaborer les deux types de marketing.

## Avantages compétitifs espérés
La recherche marketing vise plusieurs avantages compétitifs.
Un des avantages vient de l’IA puisqu’il permet aux entreprises de réduire les coûts sur le plan du marketing. Elles peuvent ainsi promouvoir leurs services et produits de façon automatisée et sans le besoin de faire affaire avec un promoteur. L'IA, contrairement aux marketeurs, permet d’exécuter plus rapidement les tâches pour une fraction des coûts. Le marketing numérique permet une plus grande visibilité chez les entreprises. C'est d'ailleurs pour cette raison que certaines personnes utilisent le mot métavers pour la publicité et la société en ligne. Ce domaine généralise toute la publicité et la consommation faite par et sur les sites des entreprises utilisant l’IA et le marketing digital pour se donner un avantage.
Plusieurs autres avantages comme la capacité de ciblage, la rentabilité, l’opportunité de croissance, l’avantage du trafic du web, la qualité du marketing et le suivi de l’intégralité du parcours d’achat des clients ont été observés. Ce marketing permettrait à une entreprise de prendre expansion très rapidement dans une société de consommation comme la nôtre. L’évolution de la société a permis cela. Dans les années 1990, les consommateurs et acheteurs principaux de produits en ligne étaient principalement des gens bien payés, ayant un haut niveau d’éducation. En 2003, ce groupe était plus large, ce qui a permis d’élargir l’influence du marketing numérique.
Il existe plusieurs façons de faire un lien entre le marketing physique et numérique. Par exemple, Search engine Optimization (SEO), Search engine marketing (SEM), Content marketing, Social Media Marketing (SMM), Pay-per-click advertising (PPC), Affiliate marketing et Email marketing sont tous des techniques disponibles pour les entreprises,. Les techniques nommées sont des techniques permettant de faire un lien entre le marketing numérique et traditionnel. Un grand avantage pour les entreprises est de les combiner pour pouvoir s’adresser à un plus large profit. Ceci a pour effet de créer une plus grande circulation et consommation sur les sites des entreprises menant à plus de profit.

### Augmenter le trafic du site
Elle est fonction de l'attractivité du site, du positionnement du site et du marketing du site. Quatre indicateurs couramment utilisés par les moteurs de recherche sont le nombre de clics, le nombre d'impressions, le CTR :  Click through rate ou taux de clic[Quoi ?] et la « position »[réf. nécessaire].
Quant à la transformation d'une visite en achat, elle serait fonction de la qualité du message de vente, la qualité supposée de l'offre (produit ou service et prix), la qualité du merchandising (utilisation de l'espace écran) et de la facilité de constitution du panier d'achat[réf. nécessaire].

### Fidéliser
La fidélisation est fonction d'une offre très large et du maillage de relations ou de produits non vendus hors ligne, et d'un prix avantageux. Ce dernier est fonction des coûts (et notamment du coût logistique — fonction péremption et intangibilité des produits — ainsi que du coût d'urbanisation du système d'information) ; il est aussi dépendant du prix via, entre autres, les comparateurs de prix et les sites de vente aux enchères.

### Influencer des «cibles»
Le marketing d'influence se développe, bien au-delà de la publicité. Il s'appuie notamment sur la création de communautés sur les réseaux sociaux numériques (community management), le soutien à des influenceurs, et sur l'utilisation du ciblage comportemental, de plus en plus critiqué pour son caractère intrusif et manipulatoire, voire la déduction ou le vol de données personnelles pour fausser le résultat de votes (pour le Brexit par exemple) ou d'élections (élection présidentielle américaine de 2016 par exemple).

### Référencement naturel ou «SEO Organique»
80 % des PME en Europe ont passé le cap de la numérisation au cours de la crise du Covid entre 2020 et 2022, et plus de 65 % se sont internationalisées par opportunité ou obligation. Bien que la mise en œuvre et le maintien d’une stratégie de référencement naturel (SEO organique) entraînent des coûts, les entreprises peuvent augmenter le trafic et les prospects sur leur site Web, et sans avoir à acheter des supports des moteurs de recherches ou dans les réseaux sociaux.

### Inbound marketing
L'inbound marketing (encore appelé marketing de contenu) est une technique marketing dont l’objectif est de  faire venir le client à soi plutôt que d'aller le chercher avec les techniques de marketing traditionnelles de type outbound marketing.
Cette technique nécessite la création de contenus attractifs qui accrochent les internautes et les dirigent vers la marque.